# Lasioglossum exiliceps
Lasioglossum exiliceps är en biart som först beskrevs av Joseph Vachal 1903.  Lasioglossum exiliceps ingår i släktet smalbin, och familjen vägbin. Inga underarter finns listade i Catalogue of Life.